# Tatort: Verspekuliert
Verspekuliert ist ein Fernsehfilm aus der Fernseh-Kriminalreihe Tatort der ARD. Es ist der 255. Tatort und die achte Folge mit dem Frankfurter Ermittler Hauptkommissar Brinkmann, gespielt von Karl-Heinz von Hassel. Die Folge wurde erstmals am 15. März 1992 ausgestrahlt und war eine Produktion des HR.

## Handlung
Der Bankangestellte Norbert Harzendorf liegt tot in seiner Villa und die Polizei vermutet Selbstmord. Brigitte Harzendorf kommt gerade von einer kurzen Reise zurück, wirkt sehr gefasst über den unerwarteten Tod ihres Gatten. Sie kann nichts zu größeren Problemen ihres Mannes sagen, er war Vorstandsmitglied einer Frankfurter Bank und für Kreditvergabe und Geldtransfer zuständig. Dort befragen Brinkmann und sein Assistent Robert Wegener den Chef Gerber und einen engeren Mitarbeiter Harzendorfs, Ernst Bickel. Die Sekretärin wusste von Karola Amendt, einer Kundin am Vortag, die Harzendorf sehr privat und vertraut behandelt hat. Auch ein Herr Fuhrmann rief an, wegen eines dringenden Termins. So begeben sich Brinkmann und Wegener zunächst in das Hotel zu Fuhrmann und befragen ihn nach den Hintergründen seiner Kontakte zu Harzendorf.
Inzwischen liegt das Obduktionsergebnis vor und es gibt Spuren eines Handkantenschlages gegen den Kehlkopf, wie er bei Karatekämpfern angewendet wird, Der Schuss ist zusätzlich, und erst nach dem Tod, erfolgt. Ein Nachbar hat am Tatabend einen Mann eilig aus dem Haus kommen sehen.
Karola Amendt sucht Brigitte Harzendorf auf, weil sie ihrem Mann eine grüne Mappe gegeben hat und diese Unterlagen nun gern zurückhätte. Da der Tresor von der Polizei aber versiegelt wurde, kann sie dort nicht nachsehen. Danach erscheint auch Fuhrmann und möchte einen Koffer zurück, den er Harzendorf in Verwahrung gegeben hatte. Auf Nachfrage Brinkmanns gesteht er ihm, dass er als Kurier arbeitet und Harzendorf 4 Millionen DM alter SED-Gelder übergeben hat. Das hätte mit alten Kontakten zu tun, denn Harzendorf wäre vor über 20 Jahren aus der DDR gekommen. Einem Dr. Recher sollte er den Koffer dann später übergeben.
Brinkmann sucht Frau Amendt in ihrem Tourneetheater auf und sie gibt an, Harzendorf um einen Kredit über 500.000 DM gebeten zu haben. Sie hat größere finanzielle Sorgen und Schulden beim Finanzamt. So ist sie mit ihm Essen gegangen und er hat sie zum Abend zu sich in die Villa gebeten. Er wollte, dass sie komplett zu ihrer Bank wechselt und die Musicalrechte ihres neusten Stückes abgibt. Am nächsten Tag wird der Tresor geöffnet, aber weder eine grüne Mappe noch ein Koffer sind darin zu finden. Fuhrmann ist verzweifelt. Frau Amendt hat jedoch Glück, ihre Mappe war in der Bank und so kann sie sie von Bickel zurückerhalten. Auch dem Gerichtsvollzieher, der im Theater erscheint, kann sie überraschenderweise die volle Summe ihrer Verbindlichkeiten zurückzahlen. Das macht sie für Brinkmann natürlich verdächtig, aber sie erklärt ihm: Harzendorf hat ihr 150.000 DM an dem bewussten Abend gegeben, dafür ist sie die Nacht bei ihm geblieben. Sie habe ihn dann erschossen im Arbeitszimmer liegen sehen, wollte die Polizei rufen, ist dann aber doch weggelaufen um nicht in einen Skandal hineingezogen zu werden. Ihre Theatertournee wäre sonst in Gefahr gewesen.
Wegner recherchiert, dass Frau Harzendorf nicht erst am Tag nach dem Mord, sondern bereits am Abend zuvor wieder aus Trier zurück war. Ihr Auto wurde gesehen. Sie gibt zu in Frankfurt gewesen zu sein, aber nicht zu Hause, sondern bei Bickel. Sollte Harzendorf dahintergekommen sein, wäre eine Eifersuchtstat möglich. Unerklärlich ist auch, wie Bickel an die grüne Mappe kommt, wenn Frau Amendt sie doch Harzendorf in der Villa gegeben hat. Als Bickel befragt werden soll, wird er tot in der Tiefgarage gefunden. Vermutlich wurde ihm mit einem Handkantenschlag der Kehlkopf zertrümmert. Es stellt sich heraus, dass er von den illegalen Geldwäschegeschäften wusste. Er hat Brigitte davon erzählt, und als sie für Bickel das Geld aus dem Tresor nehmen wollte, lag ihr Mann bereits tot am Boden. Trotzdem entwendete sie den Koffer und gab ihn Bickel. Der Koffer war jedoch mit einem Sender ausgestattet, sodass der Mörder ihn dadurch orten und zurückholen konnte. Brinkmann bleibt als letzte Möglichkeit, Fuhrmann als Lockvogel einzuspannen, um an den großen Unbekannten, Dr. Recher, heranzukommen. Die Aktion glückt und als Fuhrmann mit ihm die Stadt verlassen will, kann Brinkmann ihn am Bahnhof abfangen und festnehmen.

## Hintergrund
In dieser Tatortfolge wird Hauptmeister Wegener von Sebastian Baur gespielt. Die Rolle des Assistenten wird im Laufe der Brinkmann-Tatorte 6 × mit immer anderen Schauspielern umbesetzt.

## Rezeption
Bei der Erstausstrahlung von Verspekuliert am 15. März 1992 verfolgten 13,63 Millionen Zuschauer den Film, was einem Marktanteil von 40,20 Prozent entsprach.